# Милла-Милла (водопад)
Ми́лла-Ми́лла (англ. Millaa Millaa Falls) — водопад на северо-востоке Квинсленда, Австралия. Находится на плато Атертон недалеко от города Милла-Милла. Популярный объект у иностранных туристов. Водопад имеет высоту 18,3 метра. Под ним есть небольшой бассейн, окружённый тропическим лесом.
Название «Милла-Милла» водопад получил от близлежащего одноимённого городка. Название «Millaa Millaa» происходит от искажения слова местных аборигенов «малайский-малайский». Это название относится к тропическому растению Elaeagnus triflora.
Водопад Милла-Милла был обнаружен во время походов через тропический лес между Хербертоном и прибрежными портами Квинсленда. Дорога к водопаду была проложена в 1882 году.
5 декабря 2005 года водопад Милла-Милла был включён в реестр наследия Квинсленда.

## Галерея

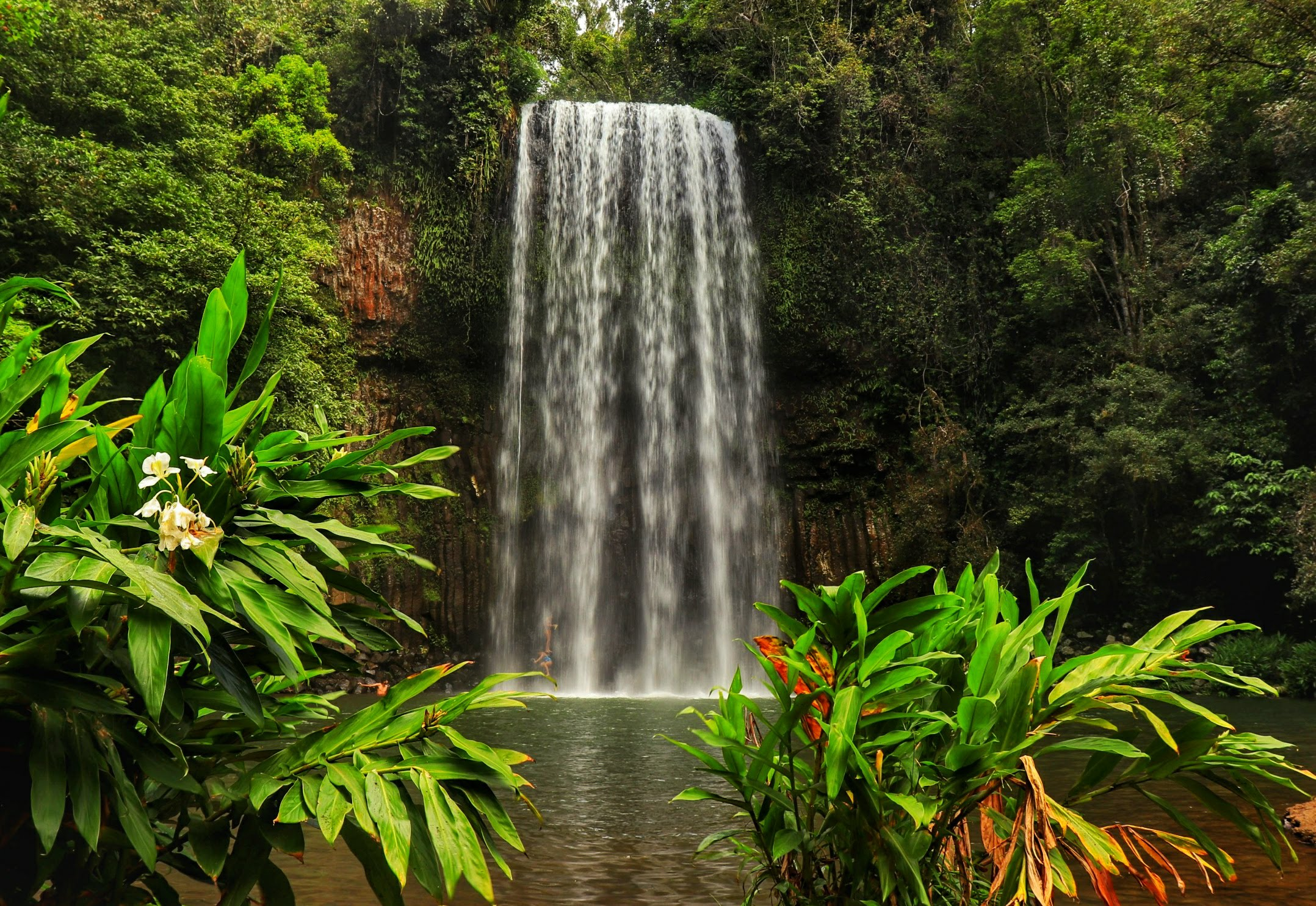
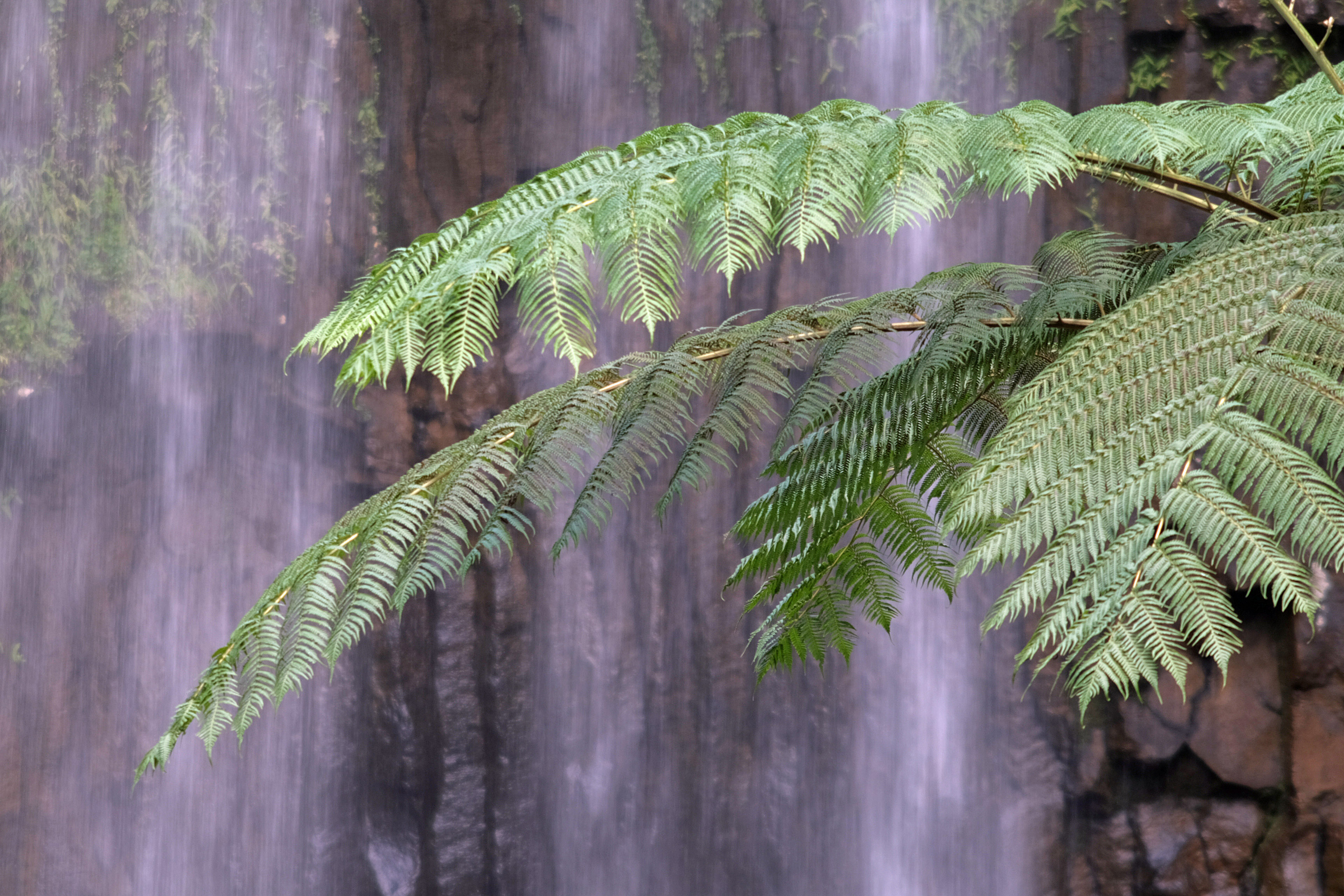
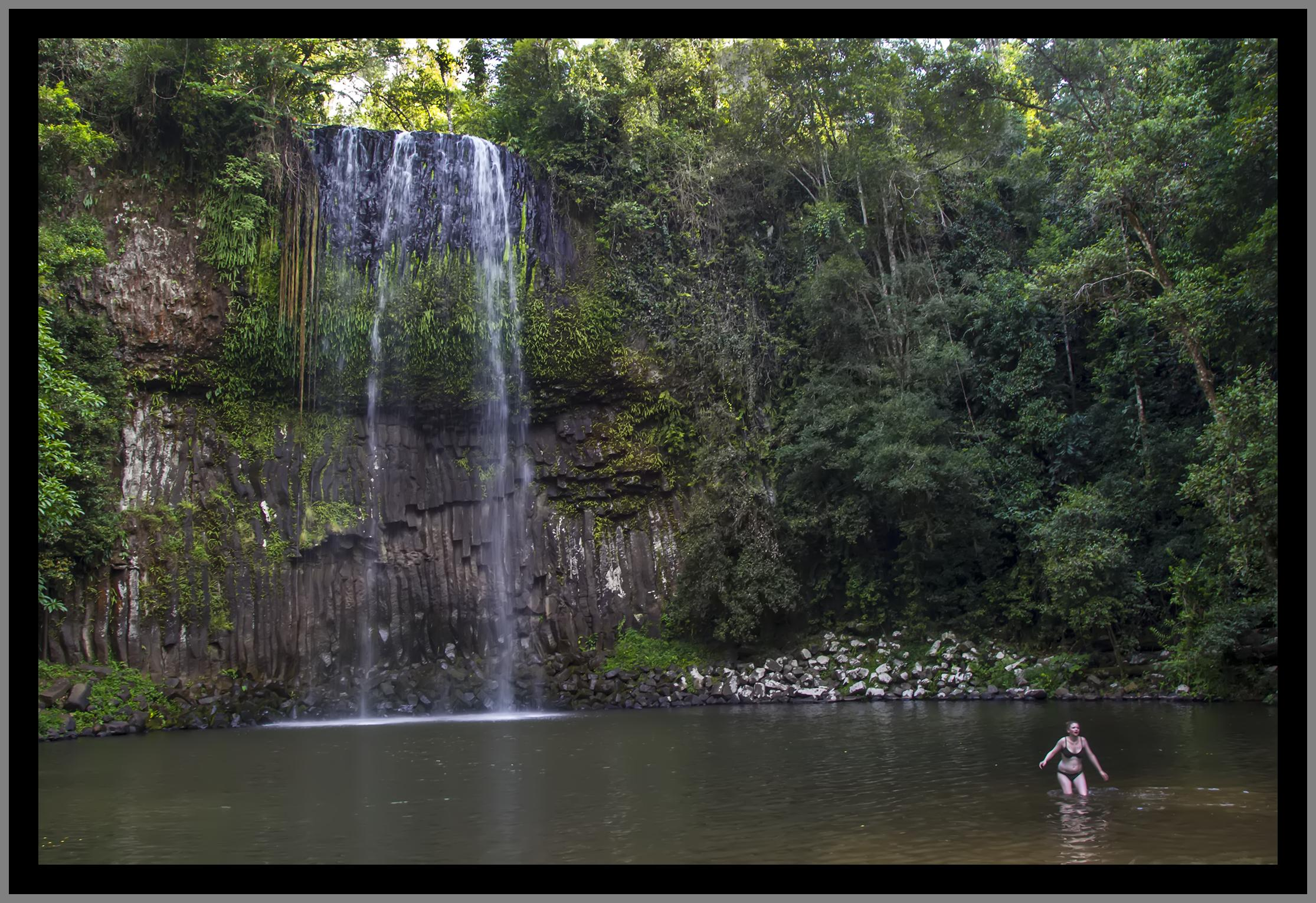
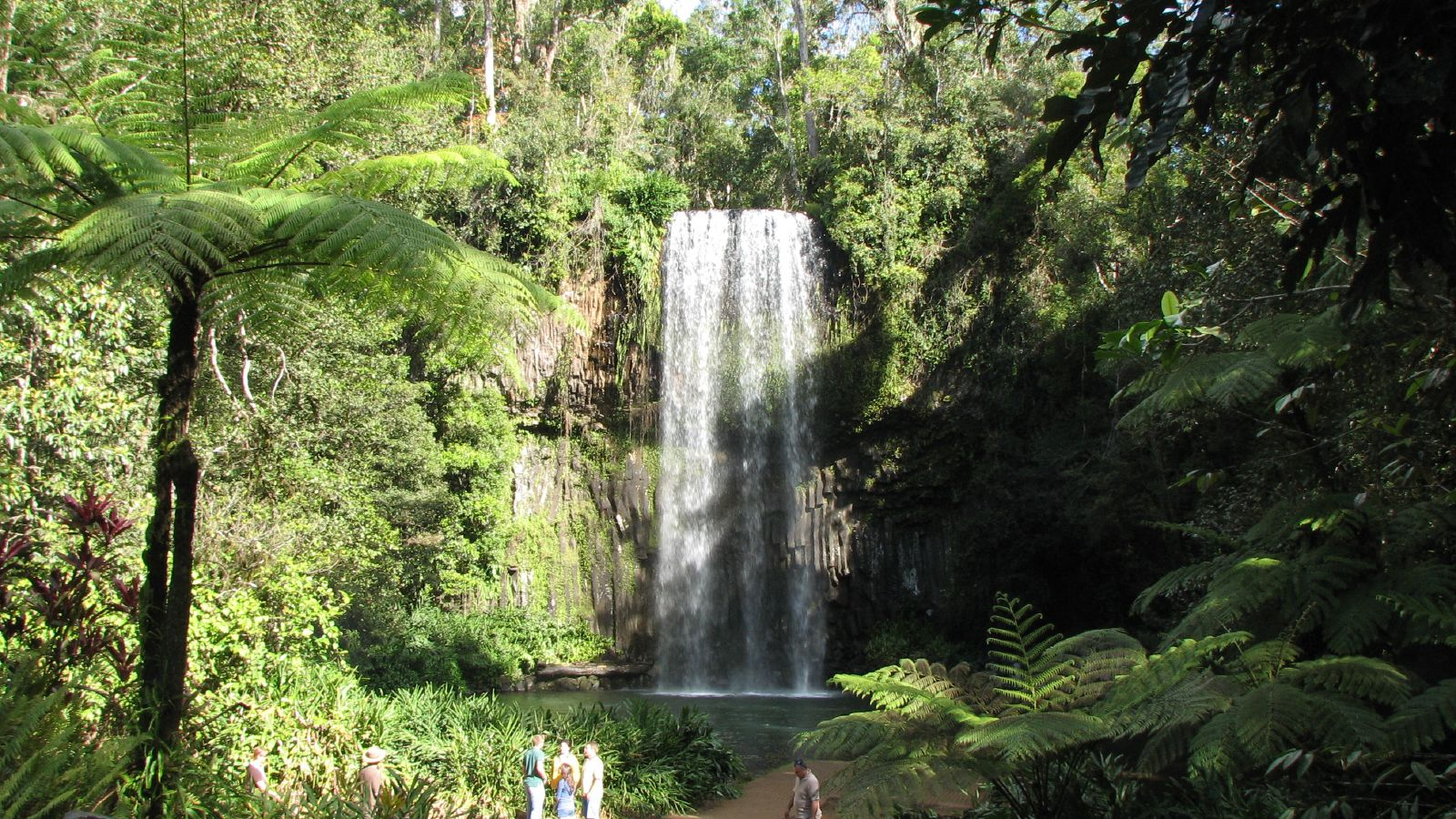